# Saint-Aubin-Épinay

Saint-Aubin-Épinay este o comună în departamentul Seine-Maritime, Franța. În 1 ianuarie 2022 avea o populație de 1.016 de locuitori.